# Disco duro multimedia
Un disco duro multimedia es un dispositivo externo en el cual se pueden introducir archivos multimedia y visualizarlos en la pantalla de un televisor. Se conecta a él mediante unos cables de entrada y salida de audio y vídeo, y al ordenador por un puerto USB de alta velocidad. Realmente, es un disco duro tradicional con interfaz SATA (los más modernos) o bien IDE, el cual se ha introducido en una caja especialmente diseñada y con un firmware que permite la lectura de archivos multimedia. No necesita la ayuda de ningún otro aparato para que sus archivos puedan ser visualizados.
El disco duro multimedia es el origen de los actuales Set Top Box (centros multimedia que integran las funcionalidades de un reproductor multimedia más la conectividad a Internet para la reproducción en streaming de contenidos digitales).
La "carcasa multimedia" es el soporte en el que está integrado el disco duro, y permite conectar las diferentes fuentes de entrada y salida que el usuario puede necesitar.
Los discos duro multimedia más avanzados, permiten las siguientes funciones:
- Reproducir contenido multimedia de disco duro interno.
- Conectar, mediante puertos USB, diferentes sistemas de almacenamiento externos.
- Conectar a la red LAN el dispositivo mediante un cable Ethernet.
- Conectar a Internet mediante conectividad WiFi.
- Grabar contenidos (copiar o mover archivos) entre diferentes dispositivos pertenecientes a una misma red.
- Sintonizar TV
- Grabar emisiones de TV en el disco duro, incluso programando las grabaciones.

(Algunos sistemas multimedia incluyen doble sintonizador de TDT, para poder visualizar un contenido en TV mientras se está grabando otro).